# Curtis McMullen

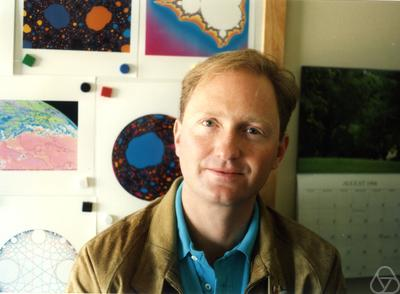
Curtis T. McMullen

Curtis Tracy McMullen (* 21. Mai 1958 in Berkeley, Kalifornien) ist Professor für Mathematik an der Harvard University. Er gewann 1998 die Fields-Medaille für seine Arbeiten insbesondere im Bereich der Differentialgeometrie und Komplexen Dynamik, ein Gebiet, das durch die Mandelbrot-Menge und Julia-Menge populär wurde.

## Leben
Er studierte am Williams College, wo er 1980 seinen Bachelor-Abschluss summa cum laude erwarb, und danach ein Jahr an der Universität Cambridge (Emmanuel College), wo er im zweiten Teil der Tripos-Prüfungen als Bester abschnitt. Ab 1981 war er an der Harvard University, wo er bei David Mumford studierte. 1985 promovierte er dort bei dem Topologen Dennis Sullivan, der selbst nicht in Harvard war, mit dem er aber auf Anraten von Mumford zuvor am IHES (1984, als Sloan Research Fellow) arbeitete. Dort traf er auch Stephen Smale, der ihm sein eigentliches Promotions-Thema lieferte (Families of rational maps and iterative root finding algorithms), in dem er die Existenz (für jeden Startwert) eines dem Newton-Verfahren für quadratische Polynome analogen Iterationsverfahrens zum Finden der Wurzeln bei Polynomen dritten Grades nachwies, aber auch, dass für Polynome höheren Grades kein solcher Algorithmus existiert. Gleichzeitig arbeitete McMullen in den Sommermonaten (wie auch Mumford) am Thomas J. Watson Research Center von IBM in Yorktown Heights, wo er an kombinatorischen Optimierungsproblemen für VLSI-Design arbeitete, aber auch Benoît Mandelbrot bei der Erstellung von Computergraphiken zur Iteration komplexer Funktionen und Limesmengen Kleinscher Gruppen assistierte. Als Post-Doktorand war McMullen am Massachusetts Institute of Technology als Moore-Instructor und 1986/86 am Institute for Advanced Study in Princeton. 1987 wurde er Assistant Professor an der Princeton University und 1990 Professor, ging aber im selben Jahr als Professor an die University of California, Berkeley, wo er 1994 Miller Professor wurde. 1998 ging er wieder an die Harvard University, wo er seit 2001 Maria Moors Cabot Professor ist. Er war ab 2001 regelmäßig Gastwissenschaftler am Max-Planck-Institut für Mathematik in Bonn.
McMullen ist Fellow der American Mathematical Society. 1998 wurde er in die American Academy of Arts and Sciences gewählt, 2007 in die National Academy of Sciences, 2023 zum Mitglied der American Philosophical Society.
Zu seinen Doktoranden gehören Jeffrey Brock, Maryam Mirzakhani und Laura DeMarco.

## Leistungen
In seinen Arbeiten über der Dynamik komplexer Funktionen (bei Iteration usw.) wandte er u. a. Renormierungstechniken aus der Physik (Quantenfeldtheorie) an (wie vor ihm schon der Physiker Mitchell Feigenbaum bei der Iteration der quadratischen Abbildung des Einheitsintervalls). Mit Renormierungstechniken gab er neue Beweise von Sätzen von Dennis Sullivan in der komplexen Dynamik und von William Thurston über hyperbolische 3-Mannigfaltigkeiten.

## Ehrungen
McMullen erhielt 1991 den Salem Prize und 1998 die Fields-Medaille (Vortrag: Rigidity and inflexibility in conformal dynamics). 1984 und 1988 war er Sloan Research Fellow und 1988 bis 1993 Presidential Young Investigator. 1990 war er Invited Speaker auf dem Internationalen Mathematikerkongress in Kyōto (Rational maps and Kleinian groups).

## Bücher
- Renormalization and 3-manifolds that fiber over the circle, Princeton 1996 (= Annals of Mathematics Studies. Vol. 142). Princeton University Press, Princeton, NJ 1996, ISBN 0-691-01153-2.
- Complex dynamics and renormalization (= Annals of Mathematics Studies. Vol. 135). Princeton University Press, Princeton, NJ 1994, ISBN 0-691-02982-2).

## Schriften (Auswahl)
- Families of rational maps and iterative root-finding algorithms. Ann. of Math. (2) 125 (1987), no. 3, 467–493.
- Amenability, Poincaré series and quasiconformal maps. Invent. Math. 97 (1989), no. 1, 95–127.
- Iteration on Teichmüller space. Invent. Math. 99 (1990), no. 2, 425–454.
- Hausdorff dimension and conformal dynamics. I: J. Differential Geom. 51 (1999), no. 3, 471–515; II: Comment. Math. Helv. 75 (2000), no. 4, 535–593; III: Amer. J. Math. 120 (1998), no. 4, 691–721.
- The moduli space of Riemann surfaces is Kähler hyperbolic. Ann. of Math. (2) 151 (2000), no. 1, 327–357.
- The Alexander polynomial of a 3-manifold and the Thurston norm on cohomology. Ann. Sci. École Norm. Sup. (4) 35 (2002), no. 2, 153–171.
- Billiards and Teichmüller curves on Hilbert modular surfaces. J. Amer. Math. Soc. 16 (2003), no. 4, 857–885
- Dynamics of SL(2,R) over moduli space in genus two. Ann. of Math. (2) 165 (2007), no. 2, 397–456.
- Dynamics on blowups of the projective plane. Publ. Math. Inst. Hautes Études Sci. No. 105 (2007), 49–89.
- Braid groups and Hodge theory. Math. Ann. 355 (2013), no. 3, 893–946.
- Automorphisms of projective K3 surfaces with minimum entropy. Invent. Math. 203 (2016), no. 1, 179–215.
- mit Ronen Mukamel und Alex Wright:  Cubic curves and totally geodesic subvarieties of moduli space. Ann. of Math. (2) 185 (2017), no. 3, 957–990.
- mit A. Mohammadi, H. Oh: Geodesic planes in hyperbolic 3-manifolds. Invent. Math. 209 (2017), no. 2, 425–461.